# Nephrodium clavivenum
Nephrodium clavivenum là một loài dương xỉ trong họ Dryopteridaceae. Loài này được Y. Yabe ex Matsum. & Hayata mô tả khoa học đầu tiên năm 1906.
Danh pháp khoa học của loài này chưa được làm sáng tỏ. 